# Kraj (żupania zadarska)
Kraj – wieś w Chorwacji, w żupanii zadarskiej, w gminie Pašman. W 2011 roku liczyła 281 mieszkańców.